# Koronaőrök
A koronaőrök (latinul conservatores coronae) a Magyar Királyságban a magyar Szent Korona őrzésére választott személyek voltak. A két koronaőr rangban közvetlenül a zászlós urak (barones regni) után következett. A tényleges őrzésre fegyveres őrséget rendeltek. A koronaőrök feladata a Szent Korona "gondviselése" volt, az őrzés folytonosságának szimbolikus és gyakorlati megvalósítása érdekében.

## Jogállásuk
A két koronaőr a magyar Szent korona őrzésére királyi kijelölés alapján, született honfiak közül, valláskülönbségre való tekintet nélkül, az országgyűlés által választott két személy volt. Koronaőrré rendszerint egy katolikust meg egy protestánst választottak, még pedig az országgyűlés két házának együttes ülésén. A koronaőrök az esküjüket a király és országgyűlés előtt tették le.
A választást csakúgy, mint a lemondást vagy elhalálozást, a felelősség alóli felmentést, vagy az örökösök felmentését törvénybe iktatták. A szent koronát kettős zár alatt őrizték. A koronaőrök egyike köteles volt mindig annak közelében lakni. A koronaőrök mellé még a honvédség tényleges állományából egy őrcsapatot szerveztek. Az Árpád-ház idejében a szent koronát a székesfehérvári székesegyházban a kanonokok őrizték, később pedig Visegrádon és pedig világi rendűek, mint ahogy ezt az 1492. évi III. tc. illetve az 1500. évi XXIII. t.-c. előírta. A korona őrzésének székhelyéül a törvények a 16. században a pozsonyi várat jelölték ki, majd végül az 1791. évi VI. t.-c. Buda fővárost, ahonnan a korona csak veszély idején szállítható valamely biztosabb helyre, a nádor tudtával és beleegyezésével.

## A Szent Korona őrzése
A Szent Koronát és a koronázási jelvényeket a 11–13. században folyamatosan a székesfehérvári Nagyboldogasszony-bazilikában, a királyi koronázó- és temetkezőtemplomban a káptalan felügyelet alatt, a vegyesházi királyok idején egy ideig Visegrádon őrizték, majd a koronának a Habsburg Albert idején (1439-ben) történt elrablása óta felmerült az igény a magyar uralkodói szuverenitás legfőbb jelképének biztonságosabb őrzésére. I. Mátyás király kötelezettséget vállalt erre az 1464. évi székesfehérvári országgyűlésen kihirdetett II. törvénycikk alapján. Visegrádon őrizték és a mindenkori visegrádi várnagy lett a koronaőr. Az első ismert koronaőri eskü, az amely némai Kolos László (fl. 1481–1507), koronaőr, a visegrádi vár várnagya 1493-ban tett le.
Végleges megoldást II. Mátyás 1608. évi XVIII. törvénycikke hozott, amely külön fegyveres őrséget rendelt a korona mellé. Az őrség fizetéséről a királynak és a rendeknek kellett gondoskodniuk. A korona őrzési helye a pozsonyi vár lett, a két nemesi koronaőrt a király által jelölt 2-2 katolikus és protestáns főúr közül az Országgyűlés választotta. 1608-ban meghatározták a feladatukat is: legalább egyiküknek az őrzési helyen kellett tartózkodnia, senkit sem volt szabad a király és az Országgyűlés engedélye nélkül a korona közelébe engedniük. Felelősek voltak a katonai őrség fegyelméért, a korona nem hagyhatta el az országot.
Koronázási jelvényeink, különösen a magyar Szent Korona mindig különös védelmet élvezett. A Korona biztonságának legfőbb őrei a koronaőrök voltak. E magas méltóságok betöltői, a 16. századtól két személy, korántsem azonosak a koronázási jelvények fegyveres őrségével. A Magyar Királyi Koronaőrséget 1751. évi létrehozása előtt a Szent Koronát a koronaőrök magánkatonasága őrizte. 1751-től a koronaőrség több mint egy évszázadon át a császári reguláris hadseregből szerveződött. Az őrzésről 2012. január 1-je óta a Honvéd Koronaőrség gondoskodik.
A Szent Korona és a hozzátartozó drágaságok gondviseléséről szóló 1928. évi XXV. törvénycikk a korona biztonságáért a koronaőrökön kívül az ország mindenkori miniszterelnökét is felelőssé tette.
A második világháború végével a koronaőri tisztség is megszűnt.

## A tisztség utóélete
A második világháború után – az államforma megváltozására is tekintettel – a koronaőri méltóságot nem újították fel. A Szent Koronát az Amerikai Egyesült Államok 1978-ban visszaszolgáltatta Magyarországnak. 1991-től a Magyar Koronaőrök Egyesülete ápolta a koronaőrzés történelmi hagyományát. 2012. január 1-je óta a Honvéd Koronaőrség látja el a szent korona őrzésének feladatát.

## Képgaléria

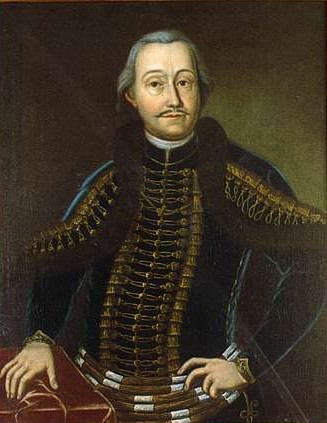
Grassalkovich Antal koronaőr
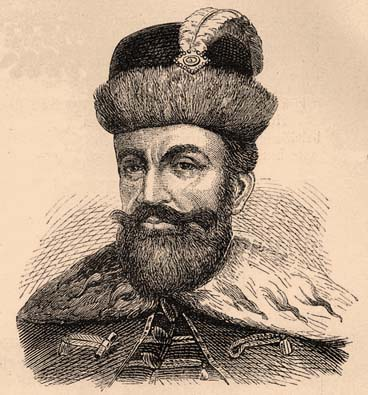
Perényi Péter koronaőr
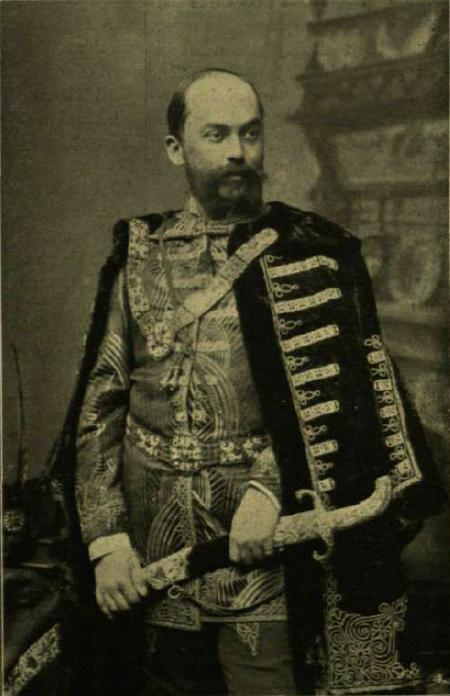
Radvánszky Béla koronaőr
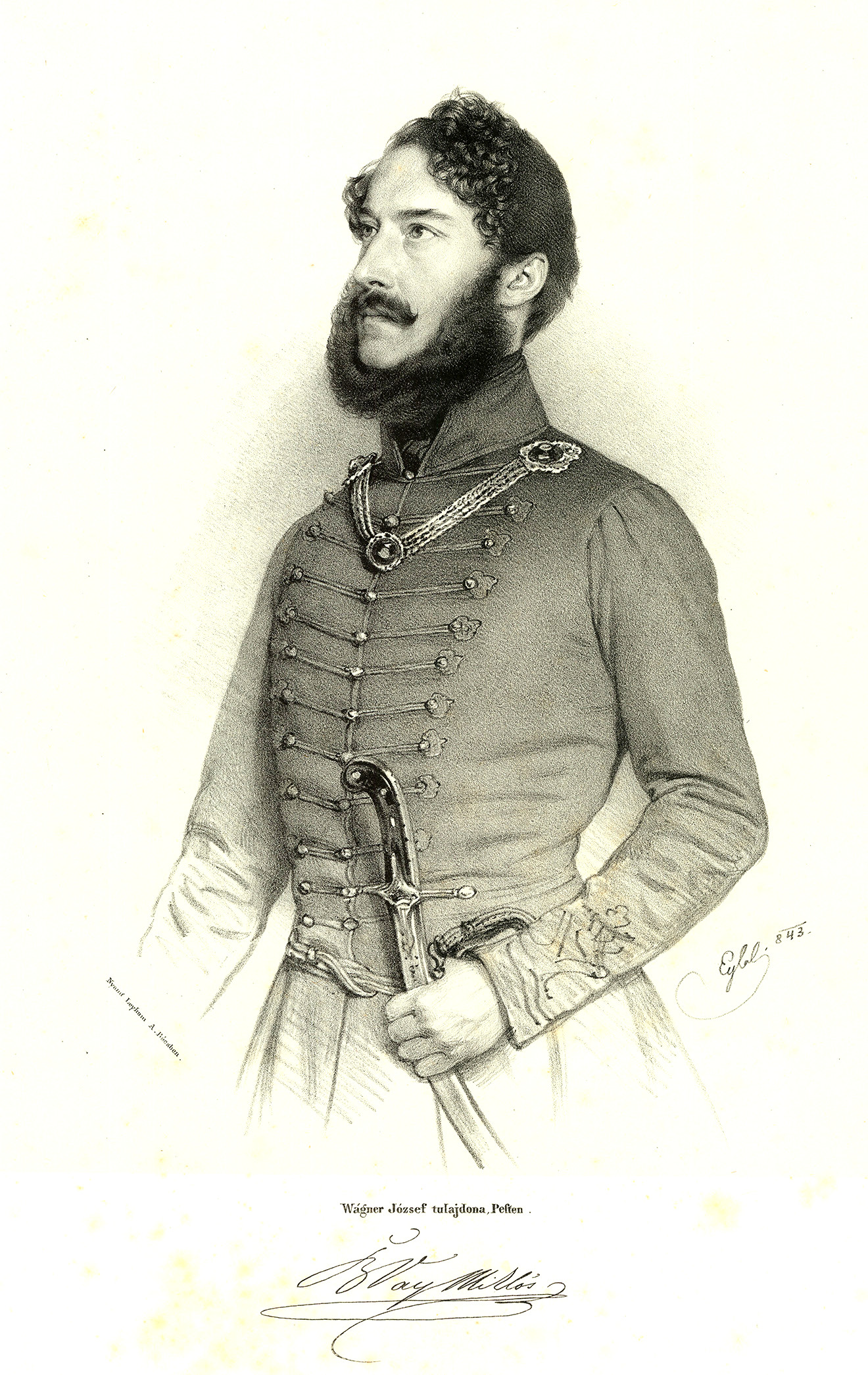
Vay Miklós koronaőr